# Anniellidae
Anniellidae hay thằn lằn không chân Bắc Mỹ là một họ thằn lằn, cho đến tháng 9/2013 được coi là bao gồm 2 loài: Thằn lằn không chân California (A. pulchra) và thằn lằn không chân Baja California (A. geronimensis).
Hai phân loài của thằn lằn không chân California đã được công nhận trước đây là thằn lằn không chân bạc (A. p. pulchra) và thằn lằn không chân đen (A. p. nigra). Tuy nhiên, việc phân loại này chỉ đơn giản là dựa vào hình thức bên ngoài mà chưa xem xét tới các yếu tố khác như môi trường sống. Trong khi đó, thằn lằn không chân Baja California là một loài cực kỳ hiếm gặp.

## Phân loại
Chi Anniella
- Anniella pulchra: Thằn lằn không chân California
- Anniella geronimensis: Thằn lằn không chân Baja California

Bốn loài mới đề xuất gần đây bao gồm:
- Anniella stebbinsi
- Anniella alexanderae
- Anniella grinnelli
- Anniella campi